# یوسف ایمن حافظ
یوسف ایمن حافظ (انگلیسی: Yousef Aymen؛ زادهٔ ۲۱ مارس ۱۹۹۹) یک ورزشکار است.